# Microgonia
Microgonia is een geslacht van vlinders van de familie spanners (Geometridae), uit de onderfamilie Ennominae.

## Soorten
- M. bararia Oberthür, 1911
- M. obrundata Guenée, 1858
- M. perfulvata Dognin, 1916
- M. rhodaria Herrich-Schäffer, 1856
- M. rufaria Warren, 1901